# Doraemon: Nobita và cuộc chiến vũ trụ tí hon 2021
Doraemon: Nobita và cuộc chiến vũ trụ tí hon 2021 (Nhật: ドラえもん: のび太の宇宙小戦争 2021 Hepburn: Doraemon: Nobita no Little Star Wars 2021, n.đ. Doraemon: Tiểu chiến tranh vũ trụ của Nobita 2021) là bộ phim điện ảnh Nhật Bản thứ 41 trong loạt phim điện ảnh Doraemon do Yamaguchi Susumu đạo diễn và Satō Dai viết kịch bản. Phim khởi chiếu tại Nhật Bản vào ngày 4 tháng 3 năm 2022 và khởi chiếu tại Việt Nam vào ngày 27 tháng 5 năm 2022.

## Nội dung
Nobita vô tình vấp phải một vật thể khi đang dọn rác cho phim trường bộ phim do các bạn của cậu  gây dựng trong vườn nhà Suneo. Cậu tò mò và mang nó đến khoe với mọi người thì bị đuổi đi. Khi đang buồn bã và ngắm dòng sông, vật thể lạ bỗng bay lên rồi rơi xuống khiến Nobita bất ngờ và may mắn đã giữ được nó. Nobita đem nó về nhà. Doraemon sau khi xong việc ở phim trường trở về nhà và cùng Nobita xem những chi tiết của vật thể lạ. Sau đó, từ vật thể bỗng phát ra một tiếng nói và một người tí hon bước ra, tự giới thiệu là Papi từ hành tinh Pirika. Vật thể lạ kia hoá ra là phi thuyền của Papi. Doraemon và Nobita sau khi nghe qua lời giới thiệu đã quyết định giúp Papi sửa chữa phi thuyền của mình. Một buổi sáng, Nobita kể cho Shizuka về chuyện của Papi, cô sau đó đã mang một ngôi nhà búp bê tặng Papi để ở. Shizuka sau đó bày tỏ mong muốn được vào ngôi nhà búp bê nên Doraemon mang Đèn pin thu nhỏ để cả 3 người có thể thu nhỏ vừa chơi với Papi. Do mải chơi, Doraemon quên mất việc ở phim trường đến mức Jaian và Suneo phải đến tận nhà tìm. Lúc này, Jaian và Suneo gặp được Papi.
Ở phim trường, cùng sự trợ giúp của các bảo bối, mọi người thu nhỏ lại để điều khiển những chiếc ô tô mô hình nhằm làm cảnh quay trở nên chân thực hơn. Bất chợt, một chiếc phi thuyền khổng lồ (so với Papi) bắn liên hồi vào phim trường và truy sát nhóm bạn. May mắn, chiếc phi thuyền bị một chiếc xe ô tô tải đâm phải nên nhóm bạn thoát nạn. Papi sau đó kể về thân phận là Tổng thống hành tinh Pirika đang phải trốn chạy tổ chức PCIA lãnh đạo bởi Tướng Quân Gilmore và thuộc tín Dracorul. Phi thuyền kia do khi chịu hỏng hóc lớn sau vụ va chạm đã sơ tán về ngọn núi phía sau trường, ở đây, Dracorul đã kích hoạt hàng loạt vệ tinh quan sát khắp thành phố. Một chiếc vệ tinh sau đó đã luồn vào nhà Nobita nhưng bị Papi phát hiện và phá vỡ nó. Biết cả nhóm đã bị phát hiện nên Doraemon đành nhờ Shizuka che giấu Papi qua bảo bối Mật thất dán tường do chỉ còn Shizuka chưa bị phát hiện.
Hôm sau, cả nhóm đến thăm Papi; tuy nhiên, một chiếc vệ tinh đã luồn vào túi quần Jaian mà không bị phát hiện đã xác định được vị trí nơi Papi ở. Cả nhóm sau khi bàn bạc đã thu nhỏ mình để lái những chiếc xe tăng mô hình của Suneo hướng đến ngọn núi để chiến đấu với phi thuyền của Dracorul. Dẫu vậy, sau khi phát hiện nơi Papi ở, Dracorul cùng đồng bọn đột nhập vào nhà Shizuka. Trùng hợp, lúc ấy, Shizuka mang bánh ngọt đến cho nhóm bạn nhưng không gặp họ vì họ đang ở sau núi, nên đã quên không đóng của Mật thất dán tường. Tận dụng thời cơ, bọn Dracorul thâm nhập đến tận nhà Papi và bắt Shizuka, đồng thời cướp luôn Đèn pin thu nhỏ. Phát hiện sự việc, nhóm Nobita quay lại Mật thất thì đã quá muộn, Papi còn phát hiện ra tin nhắn thông báo của Dracorul gửi cậu. Nhóm bạn quyết định cải tiến chiếc xe tăng, trong khi Papi một mình trốn đi từ lúc nào. Nhóm bạn sau đó gặp được Rokoroko (ái khuyển của Papi). Tới giờ gặp Dracorul, Papi, dưới nhân dạng một con mèo, đã cứu Shizuka và tự nguyện dâng nộp mình. Tuy nhiên, nhóm Nobita đã đến kịp lúc và cứu được cả Papi lẫn Shizuka. Một vệ tinh do thám sau đó đến chỗ nhóm bạn để thông báo về kế hoạch Lễ nhậm chức Tổng thống của Gilmore cũng như đã bắt Piina - chị của Papi.
Cả nhóm bạn sau đó lên phi thuyền của Papi đến hành tinh Pirika thì bắt gặp một cuộc đụng độ giữa PCIA và Hội đồng Liên minh Tự do nên quyết định giúp họ. Sau đó, cả nhóm đến được tổng hành dinh của Hội đồng Liên minh Tự do và gặp được nhiều nhân vật cốt cát của nó, trong đó có cựu Bộ trưởng An ninh Genbu. Sau một hồi thảo luận, Papi bất ngờ rời phi thuyền và lên tàu con thoi đến trự sở PCIA để tự giao nộp cho Gilmore. Cả nhóm sau đó chia ra: Doraemon, Nobita, Jaian, Rokoroko vào một nhóm trong khi Suneo và Shizuka ở lại trụ sở. Nhóm Doraemon sau đó lên xe tăng tiến về hành tinh Pirika. Họ dùng sơn tàng hình và tiến vào thủ đô Philipolis. Khi gần đến trụ sở mặt đất của Hội đồng Liên minh Tự do, tác dụng của sơn biến mất và họ đã nhanh chóng chạy vào trụ sở nhưng vẫn bị phát hiện. Cả nhóm gặp được lãnh đạo mặt đất của Hội đồng và bắt đầu thảo luận về kế hoạch tác chiến. Nhóm Doraemon đang bàn bạc thì bất chợt quân PCIA ập vào, may thay, họ đã kịp trốn thoát. Dracorul khi đã thành công đột kích Hội đồng đã báo cho Gilmore, trên đà thắng, lão ta ra lệnh tổng tấn công tổng hành dinh Hội đồng. Lúc này, Shizuka và Suneo mới bắt đầu lái xe tăng tiến về hành tinh. Trở lại mặt đất, nhóm Doraemon sau khi thoát được đã sử dụng Mũ đá cuội để tàng hình và thâm nhập thành công vào trụ sở PCIA. Họ sau đó tìm ra nơi cất giữ Đèn pin thu nhỏ nhưng nhờ bộ phận cảm ứng, Dracorul đã phát hiện. Cả nhóm đều cởi mũ sau đó nên đã bị bắt. Nobita do không tháo được mũ nên chưa bị bắt đã trốn thoát khỏi trụ sở PCIA.
Sáng hôm sau, Lễ nhậm chức của Gilmore được cử hành với phần mở đầu là bài phát biểu chúc mừng của Papi. Nhưng Papi đã không làm vậy. Cậu đã kêu gọi toàn dân đứng lên khởi nghĩa và đã phỉ báng Gilmore. Bẽ mặt, lão ta cho dừng Lễ nhậm chức và lệnh trực thăng chở cả nhóm Doraemon, Papi và chị Piina tới tầng thượng trụ sở PCIA - nơi diễn ra vụ xử tử. Nobita sau đó thành công tái thâm nhập vào toà nhà này. Trong khi đó, Suneo bắn phải một khẩu pháo của PCIA khiến nó phát nổ, sóng xung kích từ vụ nổ đã làm xe tăng của cậu và Shizuka rơi xuống biển. Lúc này, cả 2 bất ngờ phóng đại để trở về hình dạng ban đầu. Trở về nơi xử bắn, Gilmore sau khi không còn kiên nhẫn để nghe lời trăn trối của Rokoroko đã hạ lệnh bắt đầu xử bắn nhưng sau đó đã trì hoãn môt lần nữa khi hắn được tay sai báo cáo tin về 2 người khổng lồ ở bến cảng. Doraemon lúc này mới chợt nhớ ra rằng tuỳ cơ địa từng người, tác dụng của Đèn pin thu nhỏ sẽ hết sau một khoảng thời gian dài sử dụng. Trụ sở PCIA cũng bị nghĩa quân tiến vào và Nobita lên được tầng thượng nơi diễn ra vụ xử bắn. Quá bực mình, Gilmore cướp súng từ tay sai để bắn vào cột trói Papi. Nobita đã lao ra để cố gắng cứu Papi nhưng không thành công: cả 2 rơi từ tầng thượng xuống. Ngay lúc này, Nobita, Doraemon, Jaian phóng to trở lại và nghĩa quân cũng đã chiếm được toà nhà nên cả nhóm được giải thoát. Nhóm Doraemon sau đó gặp lại Shizuka và Suneo. Cả nhóm lúc ấy đụng độ những chiếc xe tăng và phản lực của quân PCIA và thành công đánh bại chúng. Dracorul sau đó đầu hàng và tiết lộ rằng Gilmore đang hướng đến sân bay để trốn khỏi hành tinh. Tuy nhiên, xe của lão đã bị nghĩa quân chặn đứng và lão buộc phải đầu hàng. Nhóm bạn và nghĩa quân đã giành chiến thắng. Cuối cùng, Doraemon cùng nhóm bạn lên phi thuyền để trở về Trái Đất.

## Sản xuất
Trước khi đăng tải trailer chính thức vào ngày 16 tháng 11 năm 2020 thì một phân đoạn video ngắn vài giây về bộ phim được truyền tải ở phần cảnh hậu danh đề (after credit) của Nobita no Shin Kyōryū (Nobita và những bạn khủng long mới). Phim có nội dung được làm lại từ Nobita no Little Star Wars (Nobita và cuộc chiến vũ trụ) năm 1985. Đây cũng là bộ phim điện ảnh Doraemon đầu tiên sử dụng công nghệ Dolby Atmos.

## Lồng tiếng
| Nhân vật      | Diễn viên lồng tiếng | Diễn viên lồng tiếng   |
| Nhân vật      | Tiếng Nhật           | Tiếng Việt             |
| ------------- | -------------------- | ---------------------- |
| Doraemon      | Mizuta Wasabi        | Nguyễn Thụy Thùy Tiên  |
| Nobita        | Ōhara Megumi         | Đặng Hoàng Khuyết      |
| Shizuka       | Kakazu Yumi          | Phan Hoài Thương       |
| Suneo         | Seki Tomokazu        | Thái Văn Minh Vũ       |
| Jaian         | Kimura Subaru        | Huỳnh Thiện Trung      |
| Mẹ Nobita     | Mitsuishi Kotono     | Nguyễn Vũ Minh Chuyên  |
| Dekisugi      | Hagino Shihoko       | Nguyễn Quang Tuyên     |
| Kan           | Takeda Kōshi         | Minh Triết             |
| Mẹ Shizuka    | Orikasa Ai           | Lê Vũ Kim Ngọc         |
| Kuro          | Katou Ren            | Lê Vũ Kim Ngọc         |
| Papi          | Park Romi            | Lê Vũ Kim Ngọc         |
| Gilmore       | Kagawa Teruyuki      | Lê Nguyễn Tuấn Anh     |
| Piina         | Matsuoka Mayu        | Võ Ngọc Quyên          |
| Duracorul     | Suwabe Junichi       | Trần Vũ                |
| Rokoroko      | Kaji Yūki            | Triệu Phương Hoàng Trí |
| Genbu         | Genda Tesshō         | Đặng Hạnh Phúc         |
| Thủ lĩnh ngầm | Utsumi Takashi       | Trịnh Kiêm Tiến        |
| Phi công      | Komaba Takashi       | Trần Gia Trí           |

## Âm nhạc
Ca khúc chủ đề phim là Universe do Official Hige Dandism trình bày. Các soundtrack trong phim được biên soạn bởi Hattori Takayuki, người đã biên soạn soundtrack cho phim chủ đề Doraemon năm 2018, 2019 và 2020.

## Công chiếu
Tác phẩm ban đầu được dự kiến ra mắt vào ngày 5 tháng 3 năm 2021. Tuy nhiên đến 29 tháng 1, Toho thông báo hoãn chiếu phim do ảnh hưởng từ Đại dịch COVID-19 và dời ngày công chiếu sang năm 2022. Đến tháng 11 năm 2021, ngày khởi chiếu của bộ phim được quyết định là ngày 4 tháng 3 năm 2022.
Tại Việt Nam, phim được khởi chiếu từ ngày 27 tháng 5 năm 2022.